# Ziegra-Knobelsdorf
Ziegra-Knobelsdorf era un comune tedesco della Sassonia.

## Storia
Il comune di Ziegra-Knobelsdorf fu creato nel 1994 dalla fusione dei comuni di Ziegra e di Knobelsdorf.
Venne soppresso nel 2013 e suddiviso fra le città di Döbeln e Waldheim.